# 2008年10月中美洲洪灾
2008年10月中美洲洪灾由一系列低气压区引发，其中包括2008年大西洋飓风季持续时间较为短暂的第十六号热带低气压，该热带气旋还曾登陆洪都拉斯。2008年10月初，一股东风波进入中美洲后产生暴雨。10月14日，第十六号热带低气压在洪都拉斯东北方向近海形成，与此同时，该国太平洋海岸也有低气压天气系统形成。